# 普萊恩維尤 (加利福尼亞州)
普萊恩維尤（英語：Plainview）是位於美國加利福尼亞州圖萊里縣的一個人口普查指定地區。

## 地理
普萊恩維尤的座標為36°08′32″N 119°08′15″W / 36.14222°N 119.13750°W，而該地最高點為海拔高度108米（即354英尺）。

## 人口
根據2010年美國人口普查的數據，普萊恩維尤的面積為0.801平方千米，當中陸地面積為0.801平方千米，而水域面積為0.000平方千米。當地共有人口945人，而人口密度為每平方千米1,179人。